# Sean Astin
Sean Patrick Astin (n. Sean Patrick Ducele; 25 februarie 1971) este un actor, regizor, actor de dublaj și producător de film american.
Este cunoscut pentru roluri de film ca Samwise Gamgee din trilogia Stăpânul Inelelor, Mikey Walsh în „Tâlharii” (1985), și Rudy (1993). În televiziune, a jucat rolul lui Lynn McGill din sezonul cinci din 24 și a dublat mai multe seriale Disney. În ultima perioadă joacă în mai multe filme creștine.

## Viața timpurie
Astin s-a născut în Santa Monica, California, ca fiu al actriței Patty Duke (1946-2016).

## Legături externe
- Site web oficial
- Sean Astin la Internet Movie Database
- Sean Astin la Allmovie